# Lady Peggy's Escape
Lady Peggy's Escape è un cortometraggio muto del 1913 diretto da Sidney Olcott.

## Produzione
Il film fu prodotto dalla Kalem Company. È stato girato in Irlanda, nella contea di Kerry.

## Distribuzione
Distribuito dalla General Film Company, il film - un cortometraggio di una bobina - uscì nelle sale cinematografiche statunitensi l'8 febbraio 1913.